# Shea Theodore
Shea Theodore (* 3. August 1995 in Langley, British Columbia) ist ein kanadischer Eishockeyspieler, der seit Juni 2017 bei den Vegas Golden Knights in der National Hockey League unter Vertrag steht. Mit dem Team gewann der Verteidiger in den Playoffs 2023 den Stanley Cup. Zuvor verbrachte er zwei Jahre in der Organisation der Anaheim Ducks.

## Karriere
Theodore spielte zunächst in diversen unterklassigen Juniorenteams, ehe er Ende der Saison 2010/11 in den Kader der Seattle Thunderbirds aus der Western Hockey League aufstieg. Dort avancierte er in den folgenden drei Spielzeiten zum Stammspieler und wurde schließlich im NHL Entry Draft 2013 in der ersten Runde an 26. Stelle von den Anaheim Ducks ausgewählt.
Zum Ende der Saison 2013/14 kam er zu seinen ersten Einsätzen für die Norfolk Admirals in der American Hockey League (AHL). In der WHL hingegen führte er alle Verteidiger in Vorlagen (57) und Scorerpunkten (79) an und wurde infolgedessen ins WHL West First All-Star Team gewählt. Die Wahl ins All-Star Team gelang ihm auch im Jahr darauf, wobei er in der Saison 2014/15 auch mit der Bill Hunter Memorial Trophy als bester Abwehrspieler ausgezeichnet wurde. Mit dieser Spielzeit endete Theodores Karriere in der WHL; er wurde im April 2015 wieder zu den Norfolk Admirals transferiert und lief dann mit Beginn der Saison 2015/16 beim neuen Farmteam der Ducks, den San Diego Gulls, auf. Ende Dezember 2015 gab der Verteidiger sein Debüt für die Ducks in der National Hockey League (NHL) und kam dort bis zum Saisonende auf 25 Einsätze. Seit der Spielzeit 2016/17 steht Theodore vermehrt im NHL-Aufgebot Anaheims und erhält dort mehr Eiszeit als in der AHL.
Im Juni 2017 wurde Theodore an die Vegas Golden Knights abgegeben. Dies war Teil eines Transfergeschäfts, das sicherstellte, dass die Golden Knights im NHL Expansion Draft 2017 Clayton Stoner von den Ducks auswählten; letztere schützten damit für sie wertvollere Spieler. Mit den Golden Knights erreichte er in den Playoffs 2018 überraschend das Finale um den Stanley Cup, unterlag dort allerdings den Washington Capitals. Anschließend unterzeichnete der Kanadier einen neuen Siebenjahresvertrag in Vegas, der ihm ein durchschnittliches Jahresgehalt von 5,2 Millionen US-Dollar einbringen soll.
In der Spielzeit 2019/20 verzeichnete Theodore mit 46 Scorerpunkten aus 71 Partien seine bisher beste Karrierestatistik und stellte damit zugleich einen Franchise-Rekord für Verteidiger der Golden Knights auf. Diesen verbesserte er zwei Jahre später auf 52 Punkte. Am Ende der Saison 2022/23 gewann er mit dem Team in den Playoffs 2023 den ersten Stanley Cup der Franchise-Geschichte. Im Oktober 2024 unterzeichnete er einen neuen Siebenjahresvertrag in Las Vegas, der ihm mit Beginn der Saison 2025/26 ein durchschnittliches Jahresgehalt von ca. 7,5 Millionen US-Dollar einbringen soll. Mit 57 Punkten gelang ihm anschließend erneut ein neuer Bestwert und Franchise-Rekord, während er in dieser Saison 2024/25 auch William Karlsson als besten Vorlagengeber in der Geschichte der Golden Knights überholte.

### International
Bereits 2011 vertrat er seine Heimatprovinz British Columbia bei den Canada Games und gewann dort die Goldmedaille. Auf internationaler Ebene spielte Theodore für sein Heimatland beim Ivan Hlinka Memorial Tournament 2012 sowie bei der U18-Weltmeisterschaft 2013 und erreichte dort ebenso den ersten Platz wie bei der U20-Weltmeisterschaft 2015.
Sein internationales Debüt im Trikot der A-Nationalmannschaft feierte Theodore bei der Weltmeisterschaft 2019 in der Slowakei, wo er mit der Mannschaft die Silbermedaille gewann.

## Erfolge und Auszeichnungen
| - 2013 Teilnahme am CHL Top Prospects Game - 2014 WHL West First All-Star-Team - 2015 Bill Hunter Memorial Trophy | - 2015 WHL West First All-Star-Team - 2023 Stanley-Cup-Gewinn mit den Vegas Golden Knights |

### International
| - 2011 Goldmedaille bei den Canada Games - 2012 Goldmedaille beim Ivan Hlinka Memorial Tournament - 2013 Goldmedaille bei der U18-Junioren-Weltmeisterschaft | - 2015 Goldmedaille bei der U20-Junioren-Weltmeisterschaft - 2019 Silbermedaille bei der Weltmeisterschaft - 2025 Gewinn des 4 Nations Face-Off |

## Karrierestatistik
Stand: Ende der Saison 2024/25

### International
Vertrat Kanada bei:
| - Canada Games 2011 - Ivan Hlinka Memorial Tournament 2012 - U18-Junioren-Weltmeisterschaft 2013 | - U20-Junioren-Weltmeisterschaft 2015 - Weltmeisterschaft 2019 - 4 Nations Face-Off 2025 |

(Legende zur Spielerstatistik: Sp oder GP = absolvierte Spiele; T oder G = erzielte Tore; V oder A = erzielte Assists; Pkt oder Pts = erzielte Scorerpunkte; SM oder PIM = erhaltene Strafminuten; +/− = Plus/Minus-Bilanz; PP = erzielte Überzahltore; SH = erzielte Unterzahltore; GW = erzielte Siegtore; 1 Play-downs/Relegation; Kursiv: Statistik nicht vollständig)